# Essain
Essain war ein französisches Volumen- und Getreidemaß. Der Geltungsbereich war Soissons im Département Aisne in der Picardie.
- 1 Essain = 2418 Pariser Kubikzoll = knapp 48 Liter (47,964 Liter)

Die Maßkette war
- 1 Muid = 12 Setier = 24 Essain